# 희명병원
희명병원(의료법인 희명의료재단)은 서울특별시 금천구 시흥대로 244 (시흥동)에 위치한 금천구 유일의 종합병원이다.
2차 의료기관으로 응급진료센터(응급실), 뇌혈관센터, 척추센터, 관절센터, 골절센터, 내과질환센터, 순환기내과센터, 내시경센터, 외과·복강경센터, 흉부질환센터, 대장질환센터, 하지정맥류센터, 미용·여성질환센터, 인공신장센터, 종합재활치료센터, 건강증진센터 등을 운영하고 있다.

## 연혁
- 1964년 신성신의원 개원 (서울시 금천구 시흥본동)
- 1985년 희명병원 개원
- 1994년 의료법인 희명의료재단 설립 (10개 진료과목, 120병상)
- 1998년 지역의료기관 지정
- 2001년 본관 리모델링 (1~4층)
- 2001년 별관 증설
- 2007년 병원 리모델링
- 2007년 이비인후과 개설
- 2012년 스포츠의학센터(물리치료실), 혈액투석실(인공신장실) 확장 개설
- 2013년 흉부외과 개설
- 2013년 별관 병동 리모델링 공사
- 2014년 인공신장실 확장 공사
- 2016년 순환기내과 개설
- 2017년 3관 신설
- 2018년 혈관중재시술센터 개설
- 2018년 심장내과 개설
- 2018년 내시경센터, 종합검진센터 확장 이전
- 2018년 간호·간병 통합서비스 병동 오픈
- 2019년 본관 및 별관 리모델링

## 시설
- 본관 : 서울특별시 금천구 시흥대로 244
- 별관 : 서울특별시 금천구 시흥대로 248
- 3관 : 서울특별시 금천구 시흥대로 265 다산빌딩 2~4층

```
 - 코로나 이후 경영악화로 인하여 폐쇄하였다.
```

- 인공신장센터 : 서울특별시 금천구 시흥대로 230 서평빌딩 2층
- 반석빌딩센터 : 서울특별시 금천구 시흥대로 242

## 교통
- 수도권 전철 1호선 금천구청역